# North Lake (meer in Prince Edward Island)
North Lake is een meer in de Canadese provincie Prince Edward Island. Het ligt in het uiterste oosten van het eiland, op amper 300 meter van de Saint Lawrencebaai. Tussen het meer en de zee ligt de vissershaven van het gelijknamige dorpje. Met een oppervlakte van 1,0 km² is North Lake een van de grootste meren van de provincie.